# Rallye Monte Carlo 1981

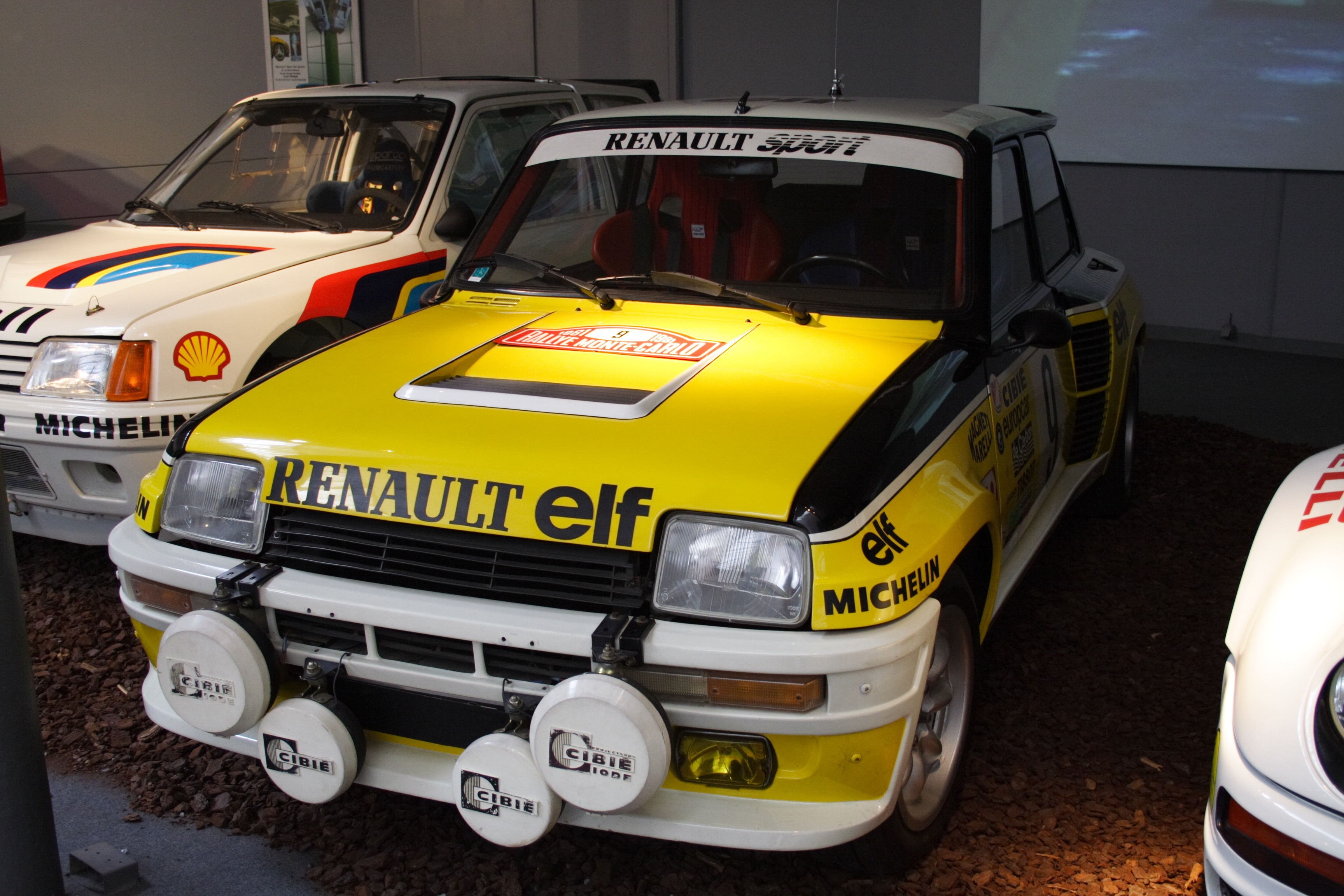
Das Siegerauto der Rallye Monte Carlo 1981, der Renault 5 Turbo.

Die 49. Rallye Monte Carlo war der 1. Lauf zur Rallye-Weltmeisterschaft 1981. Sie fand vom 24. bis zum 30. Januar in der Region von Monaco statt.

## Klassifikationen

### Endergebnis
| Rang | Fahrer           | Co-Pilot          | Auto                 | Zeit (Std./Min./Sek.) | Rückstand Sieger (Min./Sek.) Rückstand V (Min./Sek.) |
| ---- | ---------------- | ----------------- | -------------------- | --------------------- | ---------------------------------------------------- |
| 1    | Jean Ragnotti    | Jean-Marc Andrié  | Renault 5 Turbo      | 09:55:55              | 00:00                                                |
| 2    | Guy Fréquelin    | Jean Todt         | Talbot Sunbeam Lotus | 09:58:49              | 02:54                                                |
| 3    | Jochi Kleint     | Gunter Wanger     | Opel Ascona 400      | 10:02:54              | 06:59 04:05                                          |
| 4    | Anders Kulläng   | Bruno Berglund    | Opel Ascona 400      | 10:08:44              | 12:49 05:50                                          |
| 5    | Henri Toivonen   | Fred Gallagher    | Talbot Sunbeam Lotus | 10:11:42              | 15:47 02:58                                          |
| 6    | Bernard Darniche | Alain Mahé        | Lancia Stratos HF    | 10:13:02              | 17:07 01:20                                          |
| 7    | Markku Alén      | Ilkka Kivimäki    | Fiat 131 Abarth      | 10:14:07              | 18:12 01:05                                          |
| 8    | Björn Waldegård  | Hans Thorszelius  | Ford Escort RS1800   | 10:21:52              | 25:57 07:45                                          |
| 9    | Jacques Alméras  | Christian Gilbert | Porsche 911 SC       | 10:33:38              | 37:43 11:46                                          |
| 10   | Alain Coppier    | Josépha Laloz     | Renault 5 Turbo      | 10:37:25              | 41:30 03:47                                          |

Insgesamt wurden 83 von 263 gemeldeten Fahrzeuge klassiert:

### Wertungsprüfungen
| Tage     | WP | Startzeit LT | Name                                          | Länge    | Gewinner         | Zeit  | Leader           |
| -------- | -- | ------------ | --------------------------------------------- | -------- | ---------------- | ----- | ---------------- |
| 25. Jan. | 1  | 21:57        | Véniper – La Feclaz                           | 14,00 km | Hannu Mikkola    | 10:32 | Hannu Mikkola    |
| 25. Jan. | 2  | 22:49        | Bellecombette – Le Sappey–en-Chartreuse       | 44,00 km | Hannu Mikkola    | 36:16 | Hannu Mikkola    |
| 26. Jan. | 3  | 00:40        | Saint–Barthélémy de Sechilienne – Lavaldens   | 19,00 km | Hannu Mikkola    | 16:09 | Hannu Mikkola    |
| 26. Jan. | 4  | 02:39        | Pont du Fosse – Romette                       | 21,00 km | Hannu Mikkola    | 16:01 | Hannu Mikkola    |
| 26. Jan. | 5  | 03:58        | Col des Garcinets – Bayons                    | 22,00 km | Hannu Mikkola    | 20:46 | Hannu Mikkola    |
| 26. Jan. | 6  | 05:05        | Sisteron – Melan                              | 28,00 km | Hannu Mikkola    | 25:53 | Hannu Mikkola    |
| 26. Jan. | 7  | 23:57        | Moulinet – La Bollène 1                       | 22,00 km | Bernard Darniche | 18:18 | Hannu Mikkola    |
| 27. Jan. | 8  | 01:54        | Pont des Miolans – Saint–Auban 1              | 24,00 km | Bruno Saby       | 16:20 | Hannu Mikkola    |
| 27. Jan. | 9  | 05:05        | Col de Faye                                   | 13,00 km | Bruno Saby       | 08:40 | Hannu Mikkola    |
| 27. Jan. | 10 | 06:00        | Laborel – Montauban                           | 20,00 km | Hannu Mikkola    | 13:59 | Hannu Mikkola    |
| 27. Jan. | 11 | 07:22        | La Motte Chalancon – Saint–Nazaire–le–Désert  | 23,00 km | Guy Fréquelin    | 18:00 | Jean-Luc Thérier |
| 27. Jan. | 12 | 09:38        | Le Moulinon – Antraigues                      | 38,00 km | Jean Ragnotti    | 26:25 | Jean-Luc Thérier |
| 27. Jan. | 13 | 14:15        | La Souche                                     | 27,00 km | Jean Ragnotti    | 19:35 | Jean-Luc Thérier |
| 27. Jan. | 14 | 15:37        | Burzet – Mezilhac                             | 32,00 km | Jean-Luc Thérier | 21:10 | Jean-Luc Thérier |
| 27. Jan. | 15 | 17:39        | Saint–Bonnet–le–Froid                         | 26,00 km | Guy Fréquelin    | 19:59 | Jean-Luc Thérier |
| 27. Jan. | 16 | 20:11        | Saint–Jean–en–Royans – La Chapelle en Vercors | 38,00 km | Jean Ragnotti    | 27:54 | Jean-Luc Thérier |
| 27. Jan. | 17 | 22:34        | Saint–Barthélémy – Saint–Michel–les–Portes    | 37,00 km | Jean Ragnotti    | 35:05 | Jean-Luc Thérier |
| 28. Jan. | 18 | 00:32        | Les Savoyons – Barcillonnette                 | 16,00 km | Jean Ragnotti    | 14:43 | Jean-Luc Thérier |
| 28. Jan. | 19 | 05:04        | Chorges – Savines                             | 16,00 km | Jean-Luc Thérier | 13:12 | Jean-Luc Thérier |
| 28. Jan. | 20 | 06:01        | Saint–Sauveur                                 | 20,00 km | Jean Ragnotti    | 18:50 | Jean-Luc Thérier |
| 28. Jan. | 21 | 07:39        | Col des Garcinets                             | 22,00 km | Jean-Luc Thérier | 18:37 | Jean-Luc Thérier |
| 28. Jan. | 22 | 09:41        | Col du Corobin 1                              | 16,00 km | Hannu Mikkola    | 15:11 | Jean-Luc Thérier |
| 28. Jan. | 23 | 11:04        | Trigance – Saint–Auban                        | 27,00 km | Jean-Luc Thérier | 19:39 | Jean-Luc Thérier |
| 28. Jan. | 24 | 12:08        | Les Quatre Chemins 1                          | 16,00 km | Jacques Alméras  | 9:13  | Jean-Luc Thérier |
| 29. Jan. | 25 | 18:57        | Moulinet – La Bollène 2                       | 12,00 km | Bernard Darniche | 17:42 | Jean Ragnotti    |
| 29. Jan. | 26 | 20:20        | Saint–Sauveur – Beuil                         | 21,00 km | Bernard Darniche | 15:09 | Jean Ragnotti    |
| 29. Jan. | 27 | 21:43        | Pont des Miolans – Saint–Auban 2              | 24,00 km | Bernard Darniche | 15:48 | Jean Ragnotti    |
| 29. Jan. | 28 | 23:09        | Annot – Pont de Villardon                     | 25,00 km | Guy Fréquelin    | 15:49 | Jean Ragnotti    |
| 30. Jan. | 29 | 00:59        | Saint–Jeannet                                 | 18,00 km | Guy Fréquelin    | 13:41 | Jean Ragnotti    |
| 30. Jan. | 30 | 04:27        | Col du Corobin 2                              | 16,00 km | Jean Ragnotti    | 14:27 | Jean Ragnotti    |
| 30. Jan. | 31 | 05:50        | Trigance – Châteauvieux                       | 27,00 km | Bernard Darniche | 19:31 | Jean Ragnotti    |
| 30. Jan. | 32 | 06:54        | Les Quatre Chemins 2                          | 16,00 km | Bernard Darniche | 09:16 | Jean Ragnotti    |

### Gewinner Wertungsprüfungen
| WP                    | Anzahl | Fahrer           | Auto                 |
| --------------------- | ------ | ---------------- | -------------------- |
| 1–6, 10, 22           | 8      | Hannu Mikkola    | Audi quattro         |
| 12, 13, 16–18, 20, 30 | 7      | Jean Ragnotti    | Renault 5 Turbo      |
| 7, 25–27, 31, 32      | 6      | Bernard Darniche | Lancia Stratos HF    |
| 11, 15, 28, 29        | 4      | Guy Fréquelin    | Talbot Sunbeam Lotus |
| 14, 19, 21, 23        | 4      | Jean-Luc Thérier | Porsche 911 SC       |
| 8, 9                  | 2      | Bruno Saby       | Renault 5 Turbo      |
| 24                    | 1      | Jacques Alméras  | Porsche 911 SC       |

### Fahrer-Weltmeisterschaft
| Pos. | Fahrer         | Punkte |
| ---- | -------------- | ------ |
| 1    | Jean Ragnotti  | 20     |
| 2    | Guy Fréquelin  | 15     |
| 3    | Jochi Kleint   | 12     |
| 4    | Anders Kulläng | 10     |
| 5    | Henri Toivonen | 8      |

### Herstellerwertung
| Pos. | Team    | Punkte |
| ---- | ------- | ------ |
| 1    | Renault | 18     |
| 2    | Talbot  | 17     |
| 3    | Opel    | 15     |
| 4    | Lancia  | 10     |
| 5    | Fiat    | 8      |